# Kerkhof van Oudezele
Het Kerkhof van Oudezele is een gemeentelijke begraafplaats in gemeente Oudezele in het Franse Noorderdepartement. Het kerkhof ligt rond de Sint-Jan-de-Doperkerk (Église Saint-Jean-Baptiste) in het dorpscentrum.

## Oorlogsgraven
Op het kerkhof bevindt zich een Brits militair perkje met gesneuvelden uit de Tweede Wereldoorlog. Het telt 5 graven, waarvan 3 geïdentificeerd. De graven worden onderhouden door de Commonwealth War Graves Commission. In de CWGC-registers is het kerkhof opgenomen als Oudezeele Churchyard.